# Цалык
Цалы́к (осет. Цæлыкк) — село в Правобережном районе Республики Северная Осетия — Алания. 
Административный центр муниципального образования «Цалыкское сельское поселение».

## География
Селение расположено вдоль Цалыкского канала, в предгорной местности. Находится в 15 км к северо-западу от районного центра — Беслан и в 37 км от города Владикавказ. 
Ближайшие населённые пункты — Хумалаг и Брут на юге, Заманкул на северо-западе, Раздзог на севере и Батако на северо-востоке. Средние высоты на территории села составляют 470 метра над уровнем моря. 

## История
Селение было основано в 1945 году, в ходе строительства Цалыкского канала. Первоначально был основан совхоз, который постепенно заселялся переселенцами из других селений Осетии, приезжавших сюда на работу. 

## Население
| 2002  | 2010  | 2011  | 2012  | 2013  | 2014  | 2015  |
| ----- | ----- | ----- | ----- | ----- | ----- | ----- |
| 1621  | ↗2067 | ↘2063 | ↘2053 | ↘2050 | ↗2066 | ↗2089 |
| 2016  | 2017  | 2018  | 2019  | 2020  | 2021  | 2023  |
| ↘2088 | ↘2082 | ↘2073 | ↘2002 | ↘1968 | ↘1303 | ↘1299 |
| 2024  | 2025  |       |       |       |       |       |
| →1299 | ↗1305 |       |       |       |       |       |